# 盖格 (阿拉巴马州)
盖格（英文：Geiger），是美国阿拉巴马州下属的一座城市。面积约为0.95平方英里（约合2.45平方公里）。根据2010年美国人口普查，该市有人口170人，人口密度为179.89/平方英里（约合69.39/平方公里）。